# Tosramkhola
Tosramkhola (en népalais : तोश्रामखोला) est un comité de développement villageois du Népal situé dans le district de Sindhuli. Au recensement de 2011, il comptait 1 979 habitants.